# Pinnau
El Pinnau és un afluent de l'Elba que neix a Henstedt-Ulzburg a l'estat de Slesvig-Holstein (Alemanya) i que desemboca a l'Elba a Haselau. De Pinneberg fins a la desembocadura a l'Elba és navegable a plenamar, sobre una distància de 18,8 km. Abans, el riu va anomenar-se Ütristina o Aue to Ueterst (riu fins a Üterst). Després de la tempestat del 28 de desembre de 1248 va canviar el seu curs per atènyer el seu llit actual. A Klevendeich es troba el pont tornant més antic que encara funciona a Alemanya. Fins als anys 60 del segle passat, el Pinnau va ser uns dels rius més pol·luïts, però a poc a poc, la qualitat de l'aigua va millorant-se.
Després de les aigües altes del 1962, es va construir una resclosa antimarejada a la seva desembocadura que pot tancar-se quan hi ha un risc maror ciclònica que va ser acabada el 1969. Aquesta construcció que queda oberta en major part, de tal manera que l'effecte de la marea queda intacte i així es manté la fauna i la flora típica de tals rius. A l'estiu, aquesta resclosa a certes hores pot travessar-se amb bici o a peu, el que significa un escurçament considerable pels vianants. Fora de les hores d'obertura cal una marrada d'uns quatre kilòmetres cap al primer pont entre Neuendeich i Klevendeich, el pont tornant més vell de tota l'Alemanya i un monumlent llistat.
Afluents
- Krambek
- Ebach
- Gronau
- Mühlenau, 
  - Moorbek
  - Moorgraben
    - Wiemeldorfer Moorgraben
    - Schnelsener Moorgraben

  - Beck
  - Rugenwedelsau
  - Düpenau
    - Holtbarggraben
    - Ballerbek
    - Grenzgraben
- Appener Au
- Bilsener Bek
- Bilsbek
- Ohrtbrookgraben

## Llocs d'interès
- La reserva natural "Haseldorfer Binnenelbe mit Elbvorland" (Elba interior d'Haseldorf i les terres fora dels dics)
- Les torres elèctriques més altes d'Europa, prop de Hetlingen
- El pont de Klevendeich

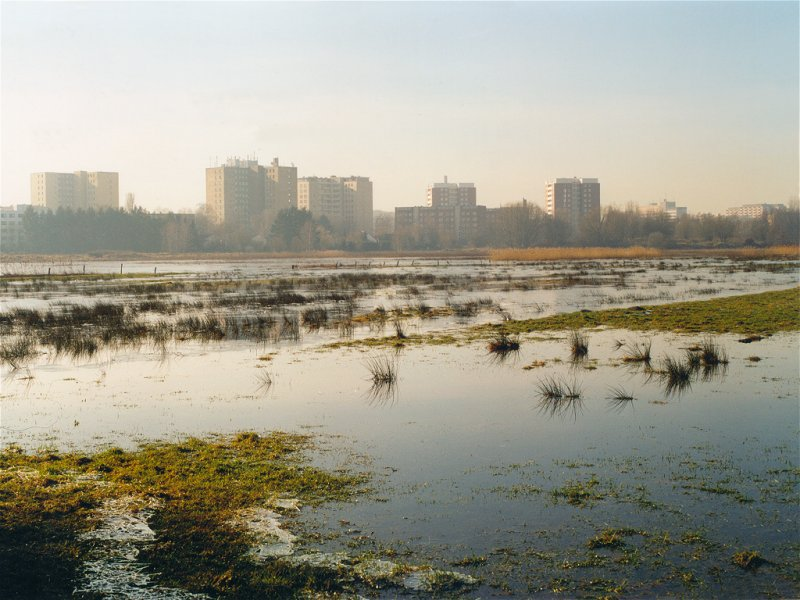
El Pinnau a prop de Pinneberg
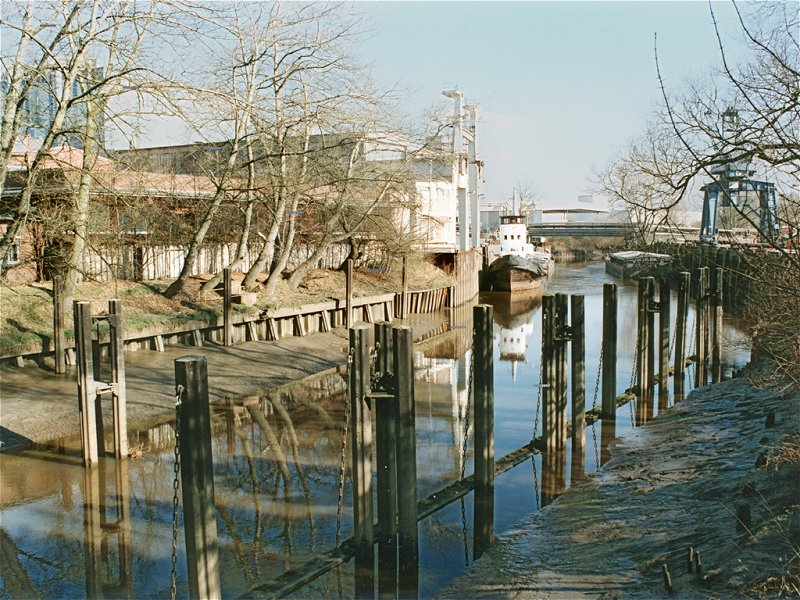
Port del Pinnau a Uetersen
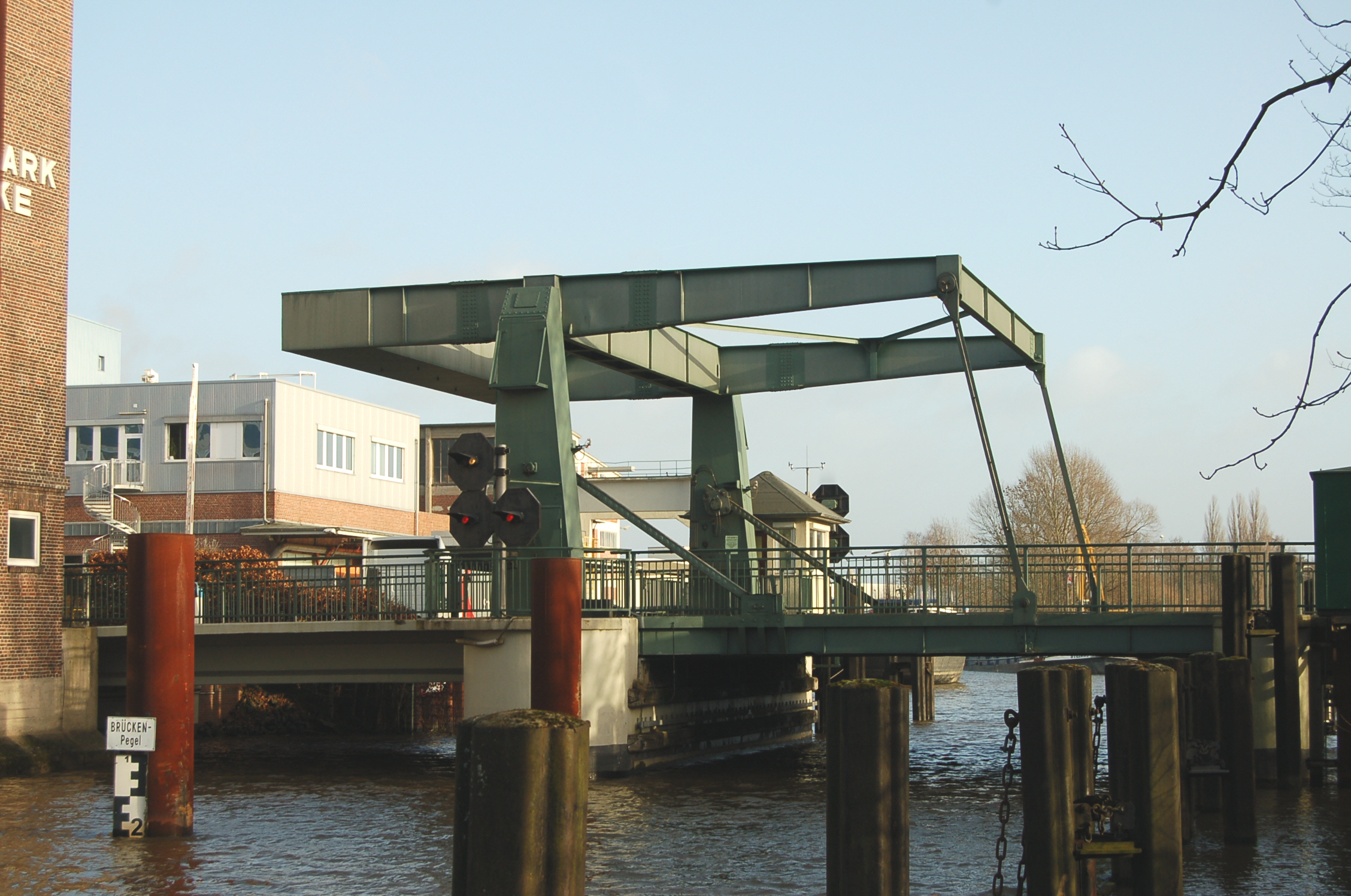
Pont a Uetersen
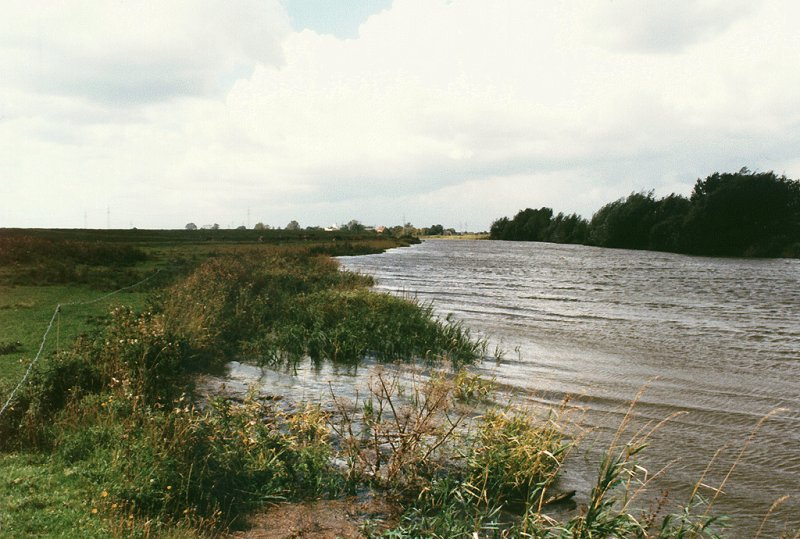
Pinnau davall d'Uetersen
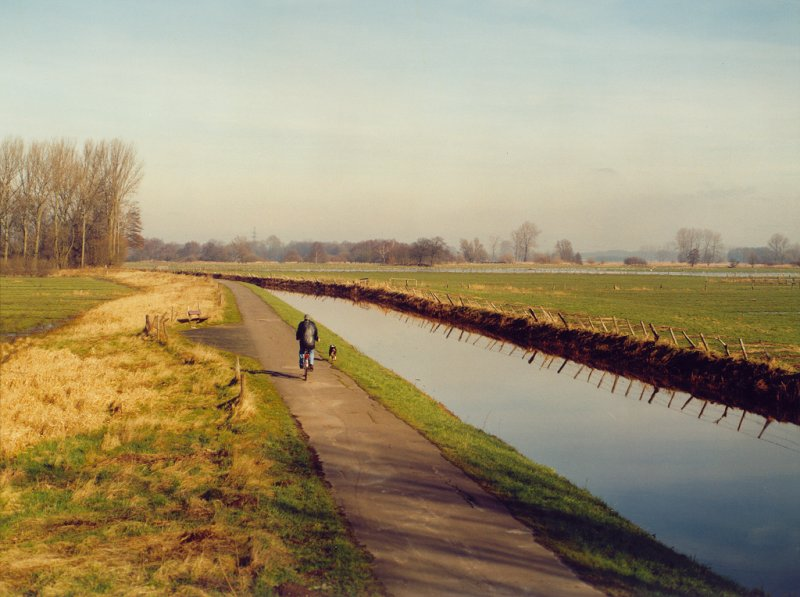
El Pinnau a l'est de Pinneberg
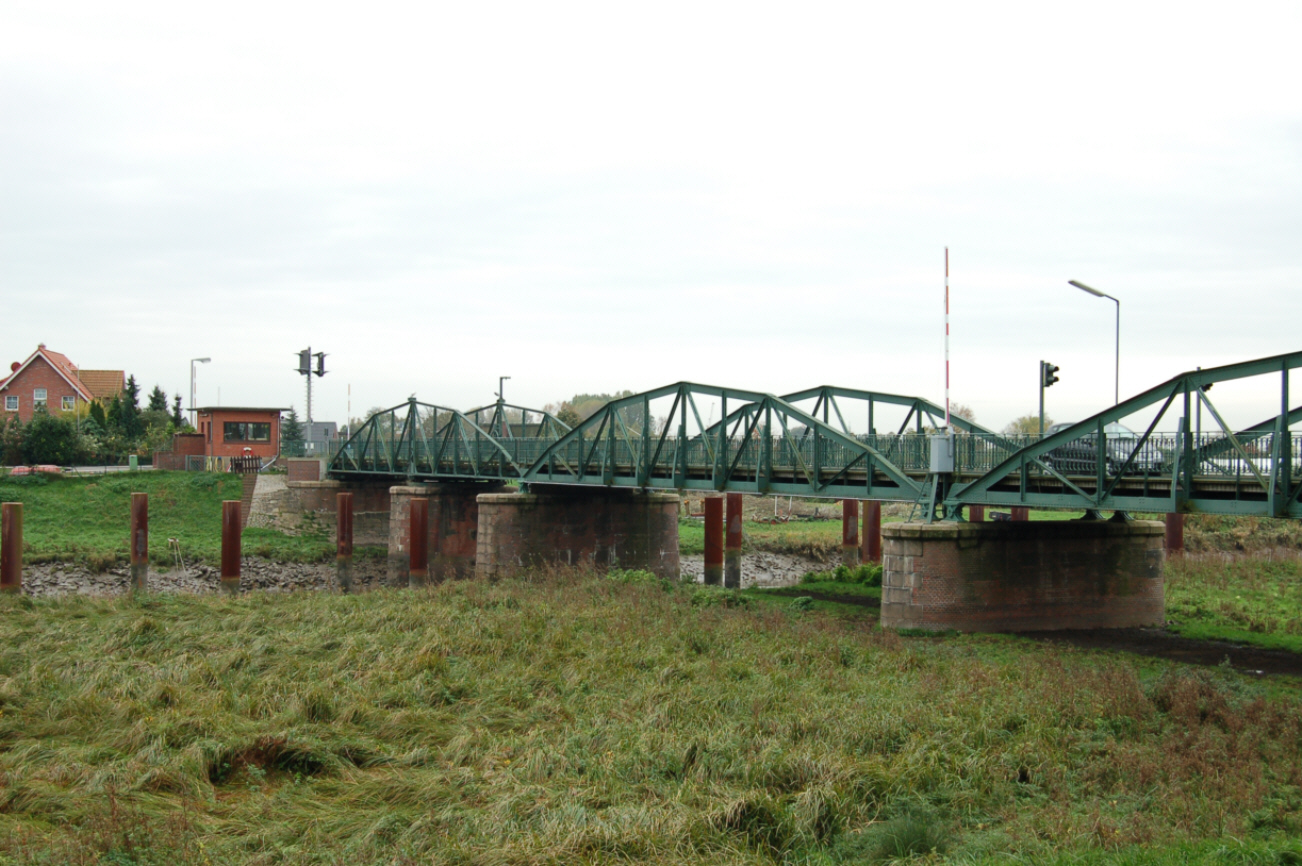
El pont tornant de Klevendeich
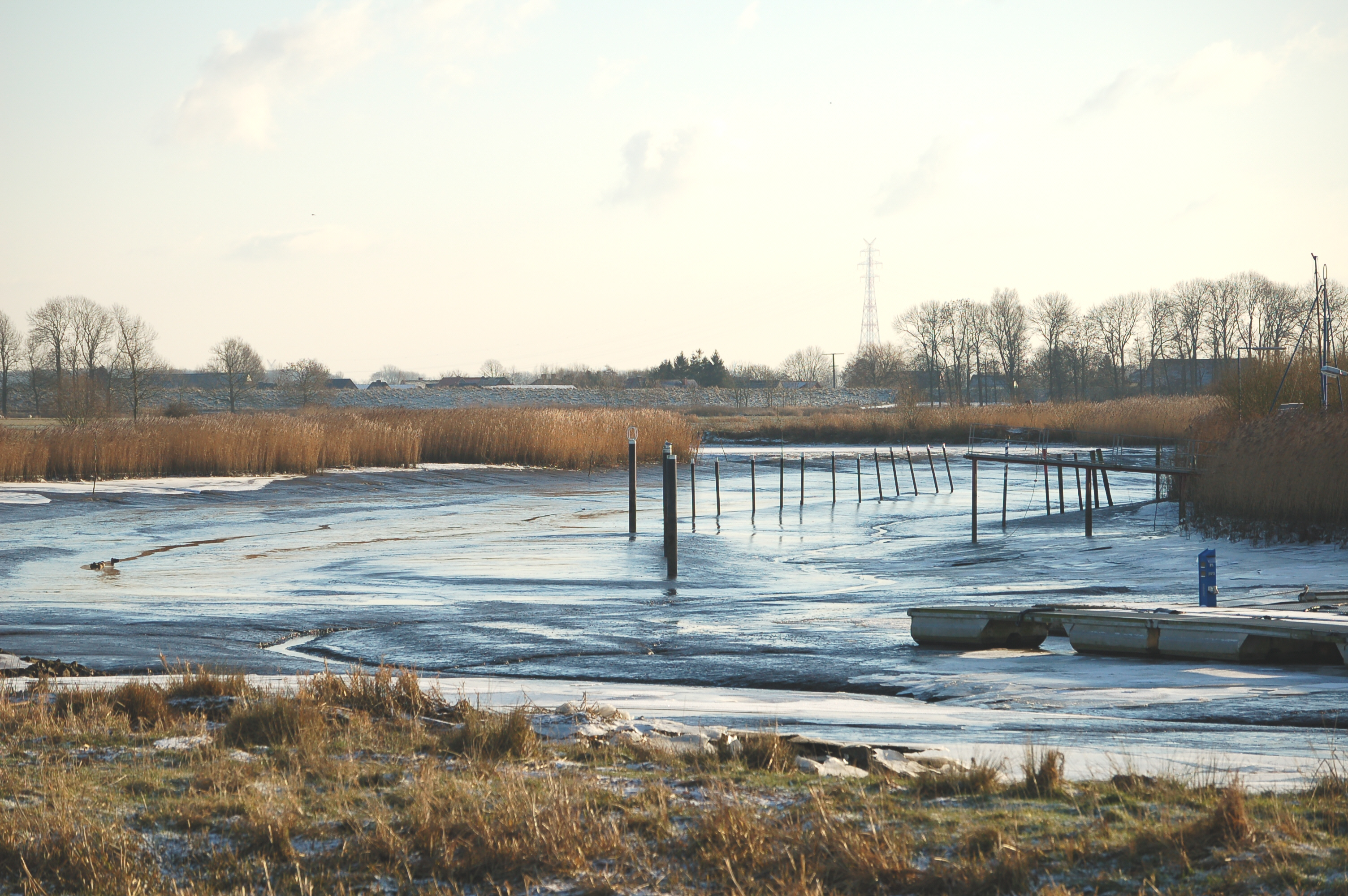
Un braç gelat del Pinnau a l'hivern 2008/9
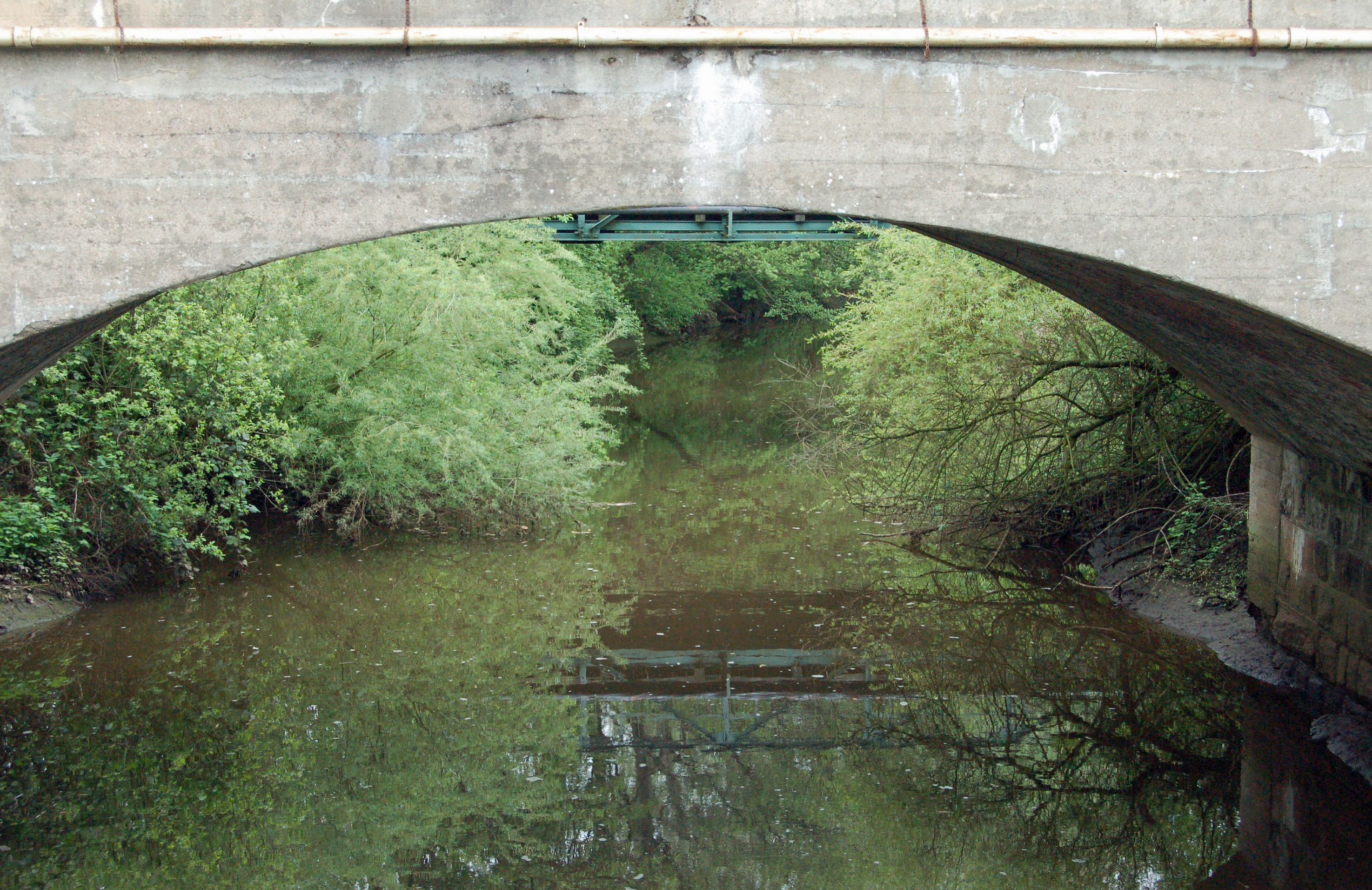
El Pinnau a Pinneberg